# Boismont (Meurthe i Mosel·la)
Boismont és un municipi francès situat al departament de Meurthe i Mosel·la i a la regió del Gran Est. L'any 2007 tenia 459 habitants.

## Demografia

### Població
El 2007 la població de fet de Boismont era de 459 persones. Hi havia 175 famílies, de les quals 35 eren unipersonals (19 homes vivint sols i 16 dones vivint soles), 62 parelles sense fills, 74 parelles amb fills i 4 famílies monoparentals amb fills.
La població ha evolucionat segons el següent gràfic:
Habitants censats

### Habitatges
El 2007 hi havia 197 habitatges, 181 eren l'habitatge principal de la família, 7 eren segones residències i 9 estaven desocupats. 180 eren cases i 17 eren apartaments. Dels 181 habitatges principals, 160 estaven ocupats pels seus propietaris, 18 estaven llogats i ocupats pels llogaters i 3 estaven cedits a títol gratuït; 9 tenien tres cambres, 49 en tenien quatre i 124 en tenien cinc o més. 150 habitatges disposaven pel capbaix d'una plaça de pàrquing. A 72 habitatges hi havia un automòbil i a 96 n'hi havia dos o més.

### Piràmide de població
La piràmide de població per edats i sexe el 2009 era:
| Homes | Edats   | Dones |
| ----- | ------- | ----- |
| 0     | 95 o +  | 4     |
| 0     | 90 a 94 | 0     |
| 0     | 85 a 89 | 4     |
| 4     | 80 a 84 | 8     |
| 4     | 75 a 79 | 4     |
| 8     | 70 a 74 | 12    |
| 16    | 65 a 69 | 16    |
| 4     | 60 a 64 | 20    |
| 0     | 55 a 59 | 8     |
| 24    | 50 a 54 | 16    |
| 20    | 45 a 49 | 12    |
| 32    | 40 a 44 | 24    |
| 4     | 35 a 39 | 20    |
| 24    | 30 a 34 | 8     |
| 8     | 25 a 29 | 8     |
| 12    | 20 a 24 | 12    |
| 12    | 15 a 19 | 28    |
| 8     | 10 a 14 | 16    |
| 8     | 5 a 9   | 16    |
| 20    | 0 a 4   | 4     |

## Economia
El 2007 la població en edat de treballar era de 287 persones, 210 eren actives i 77 eren inactives. De les 210 persones actives 193 estaven ocupades (116 homes i 77 dones) i 17 estaven aturades (6 homes i 11 dones). De les 77 persones inactives 22 estaven jubilades, 22 estaven estudiant i 33 estaven classificades com a «altres inactius».

### Ingressos
El 2009 a Boismont hi havia 186 unitats fiscals que integraven 487 persones, la mediana anual d'ingressos fiscals per persona era de 17.336 €.

### Activitats econòmiques
Dels 12 establiments que hi havia el 2007, 1 era d'una empresa extractiva, 1 d'una empresa alimentària, 2 d'empreses de fabricació d'altres productes industrials, 2 d'empreses de construcció, 3 d'empreses de comerç i reparació d'automòbils, 1 d'una empresa d'hostatgeria i restauració, 1 d'una empresa financera i 1 d'una empresa classificada com a «altres activitats de serveis».
Dels 4 establiments de servei als particulars que hi havia el 2009, 1 era un taller de reparació d'automòbils i de material agrícola, 1 lampisteria, 1 empresa de construcció i 1 perruqueria.
L'únic establiment comercial que hi havia el 2009 era una fleca.
L'any 2000 a Boismont hi havia 3 explotacions agrícoles que ocupaven un total de 534 hectàrees.

## Poblacions més properes
El següent diagrama mostra les poblacions més properes.